# لانتیونین کتیمین
لانتیونین کتیمین (به انگلیسی: Lanthionine Ketimine) با فرمول شیمیایی C6H7NO4S یک ترکیب شیمیایی با شناسه پاب‌کم ۱۳۴۳۴۰ است. که جرم مولی آن 189.18908 g/mole می‌باشد. شکل ظاهری این ترکیب، پودر سفید است.